# Bilnə (Yardımli)
Bilnə è un comune dell'Azerbaigian situato nel distretto di Yardımlı. Conta una popolazione di 386 abitanti.